# Îlot Saint-Michel (Liège)
Pour les articles homonymes, voir Saint-Michel.
L’îlot Saint Michel est un quartier commerçant en plein cœur de Liège. C'est un lieu de vie à ciel ouvert, éco-responsable et pensé pour toute la famille. Situé place Saint Lambert, l'îlot Saint Michel est facile d’accès en transports, à pied, à vélo ou en voiture.
L'îlot Saint-Michel est un ensemble de 4 bâtiments ouvert en 1999 et reprenant des commerces, de l'HORECA, des bureaux et des logements situé entre la place Saint-Lambert et la place de la République française dans le centre-ville de Liège.
En avril 2011, l'ensemble est renommé Espace Sain Michel, sans le t. Ce renommage joue ainsi sur les tendances très en vogue écologie-environnement afin de redynamiser le site. En 2017, le nom est à nouveau changé : l'ensemble s'appelle désormais « ILOT » ou « Ilot Shopping ».

## Odonymie
L'îlot doit son nom à l'église Saint-Michel En-Sauvenière, démolie au XIXe siècle, et à laquelle succéda la place du même nom. L'église et l'emplacement initial de la place se trouvaient face à l'hôtel Desoër de Solières.

## Historique
|                                           |  |                                                                   |
| La Populaire, le Phare et le Grand Hôtel. |  | Le Grand Hôtel, côté place Saint-Lambert, et le magasin Marneffe. |

|                        |  |                      |
| Le théâtre du Gymnase. |  | L’Hôtel Continental. |

L'îlot, achevé en 1999, s'inscrit dans les travaux de réaménagement de la place Saint-Lambert ayant débuté dans les années 1970, tout comme l'espace Tivoli à l'opposé de la place. À la suite de l'arrêt des travaux, l'espace occupé par l'actuel ensemble est resté une friche inachevée utilisée comme parking provisoire pendant une quinzaine d'années.
Avant les années 1970, les immeubles ayant laissé la place à l'îlot, datant des XVIIIe et XIXe siècles, bordaient la place du maréchal Foch, la place Saint-Lambert et la place de la République française. La place du maréchal Foch, d'abord connue comme l'historique place Verte contemporaine de la cathédrale Saint-Lambert, a été réduite pour devenir la seconde partie de la rue Joffre déjà existante. Cette place était séparée de la place de la République française par un pâté de maisons contourné par la rue Joffre d'un côté, et l'ancien tracé de la rue de l'Official de l'autre.
Les immeubles notables disparus de la place Foch incluaient l'ancien hôtel de Méan, datant de 1662, connu par après comme la Populaire, maison du peuple fondée en 1894, puis restaurant à prix démocratiques. Sa façade, démontée en 1974, est depuis entreposée dans un hangar, dans l'attente d'un remontage. Le bâtiment voisin vers la place Saint-Lambert était le Phare, un café-restaurant et une salle de spectacle inauguré en 1891, et coiffé d'une lanterne rotative placée au-dessus du fronton de la façade. Il disparaît dès 1959 pour laisser place à un immeuble de béton armé hébergeant un grand magasin reprenant le nom, et démoli vers 1975. L'immeuble suivant, au coin de la place Saint-Lambert, était l'hôtel Charlemagne, rebaptisé Grand Hôtel à l'aube du XXe siècle, puis reconverti en Grands Magasins de l'Union coopérative en 1923, pour ensuite devenir une annexe du magasin du Phare durant les années 1960. Il est démoli vers 1975. Sur la place Saint-Lambert, on comptera notamment l'ancienne quincaillerie de Marneffe, puis l'hôtel de Cortenbach, aussi appelé l'hôtel de Fabribeckers, dont la façade avait aussi été démontée en 1974, le théâtre du Gymnase, construit à l'emplacement de l'hôtel de Rougrave et démoli en 1975, ainsi qu'un peu plus haut le square Notger, faisant face au palais provincial et bordant la gare de Liège-Saint-Lambert de 1905, démolie en 1979.
D'autres immeubles notables des environs ayant disparu incluent, dans le pâté de maisons séparant la place de la République française de la place Verte, côté place Verte : l’hôtel Continental, construit en 1881, devenu le magasin Sarma en 1933, et démoli en 1982. Côté République française, l'hôtel Schiller. Sur l'actuelle place Verte, le café Oriental, doté d'une façade mauresque avec minarets, démoli durant les années 1970. Sur la place Saint-Michel, située à l'est de l'îlot, se trouvait aussi le cinéma Caméo, ouvert en 1954 et démoli en 1976,,.

## Description
L'ensemble est composé de quatre bâtiments articulés autour de trois rues piétonnes, les rues Saint-Michel, de l'Official et de la Populaire.
Les architectes Claude Strebelle (coordonnateur), Bruno Albert, Lemaire & Gérard et Bernard Herbecq, Jean-Noël Capart (architecte-paysagiste) et l'Atelier du Sart-Tilman sont les créateurs des différents bâtiments de l'îlot. Les artistes Jean Glibert, Léon Wuidar et  Dan Van Severen ont créé des œuvres intégrées dans l'ensemble immobilier.[réf. nécessaire]